# Lu Yunxiu
Dans ce nom chinois, le nom de famille, Lu, précède le nom personnel.
Pour les articles homonymes, voir Lu.
Lu Yunxiu (chinois : 卢云秀, née le 6 septembre 1996 à Zhangzhou (Chine), est une véliplanchiste chinoise, médaillée d'or aux Jeux olympiques d'été de 2020 à Tokyo.

## Carrière
Lors des épreuves de Voile aux Jeux olympiques d'été de 2020, elle remporte la médaille d'or en RS:X femmes devant la championne olympique en titre, la Française Charline Picon et la Britannique Emma Wilson.